# Catteville
Catteville est une commune française, située dans le département de la Manche en région Normandie (région administrative), peuplée de 103 habitants.

## Géographie
La commune est au sud-ouest de la péninsule du Cotentin. Son bourg est à 5,5 km au sud-ouest de Saint-Sauveur-le-Vicomte, à 10 km au nord de La Haye-du-Puits et à 16 km à l'est de Barneville-Carteret.
Le point culminant (40 m) se situe en limite nord-est, près du lieu-dit la Raterie. Le point le plus bas (7 m) correspond à la sortie du Gorget du territoire, au sud-est.
| Taillepied                  | Saint-Sauveur-le-Vicomte | Saint-Sauveur-le-Vicomte |
| Neuville-en-Beaumont        | Catteville               | Saint-Sauveur-le-Vicomte |
| Saint-Sauveur-de-Pierrepont | Doville                  | Doville                  |

### Hydrographie
La commune est située dans le bassin Seine-Normandie. Elle est drainée par le Fil de Gorges, un bras du Gorget, le cours d'eau 01 de la Hamelinerie et le cours d'eau 15 du Gorget,,.
Le Fil de Gorges, d'une longueur de 18 km, prend sa source dans la commune de Saint-Sauveur-le-Vicomte et se jette  dans la Douve à Rauville-la-Place, après avoir traversé huit communes. 

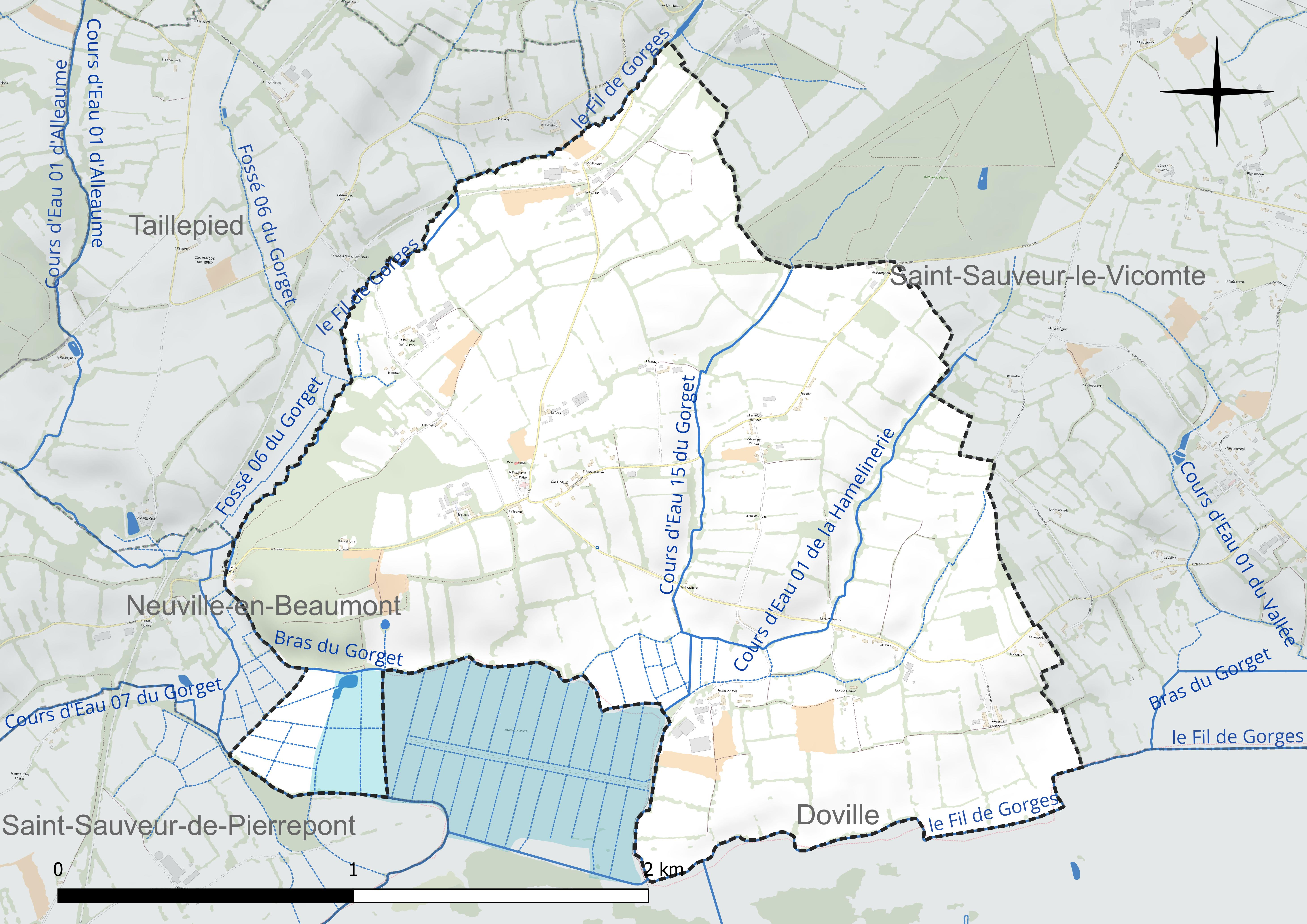
Réseau hydrographique de Catteville.

### Climat
Pour des articles plus généraux, voir Climat de la Normandie et Climat de la Manche.
En 2010, le climat de la commune est de type climat océanique franc, selon une étude du CNRS s'appuyant sur une série de données couvrant la période 1971-2000. En 2020, Météo-France publie une typologie des climats de la France métropolitaine dans laquelle la commune est exposée à un climat océanique et est dans la région climatique  Normandie (Cotentin, Orne), caractérisée par une pluviométrie relativement élevée (850 mm/a) et un été frais (15,5 °C) et venté. Parallèlement le GIEC normand, un groupe régional d’experts sur le climat, différencie quant à lui, dans une étude de 2020, trois grands types de climats pour la région Normandie, nuancés à une échelle plus fine par les facteurs géographiques locaux. La commune est, selon ce zonage, exposée à un « climat maritime », correspondant au Cotentin et à l'ouest du département de la Manche, frais, humide et pluvieux, où les contrastes pluviométrique et thermique sont parfois très prononcés en quelques kilomètres quand le relief est marqué.
Pour la période 1971-2000, la température annuelle moyenne est de 11 °C, avec une amplitude thermique annuelle de 11,3 °C. Le cumul annuel moyen de précipitations est de 943 mm, avec 13,8 jours de précipitations en janvier et 7,5 jours en juillet. Pour la période 1991-2020, la température moyenne annuelle observée sur la station météorologique la plus proche, située sur la commune de Sainte-Marie-du-Mont à 25 km à vol d'oiseau, est de 11,6 °C et le cumul annuel moyen de précipitations est de 890,0 mm,. Pour l'avenir, les paramètres climatiques de la commune estimés pour 2050 selon différents scénarios d’émission de gaz à effet de serre sont consultables sur un site dédié publié par Météo-France en novembre 2022.

## Urbanisme

### Typologie
Au 1er janvier 2024, Catteville est catégorisée commune rurale à habitat très dispersé, selon la nouvelle grille communale de densité à sept niveaux définie par l'Insee en 2022.
Elle est située hors unité urbaine et hors attraction des villes,.

### Occupation des sols
L'occupation des sols de la commune, telle qu'elle ressort de la base de données européenne d’occupation biophysique des sols Corine Land Cover (CLC), est marquée par l'importance des territoires agricoles (99,8 % en 2018), une proportion sensiblement équivalente à celle de 1990 (99,9 %).
La répartition détaillée en 2018 est la suivante : prairies (54,1 %), terres arables (45,7 %), forêts (0,1 %), zones humides intérieures (0,1 %).
L'évolution de l’occupation des sols de la commune et de ses infrastructures peut être observée sur les différentes représentations cartographiques du territoire : la carte de Cassini (XVIIIe siècle), la carte d'état-major (1820-1866) et les cartes ou photos aériennes de l'IGN pour la période actuelle (1950 à aujourd'hui).

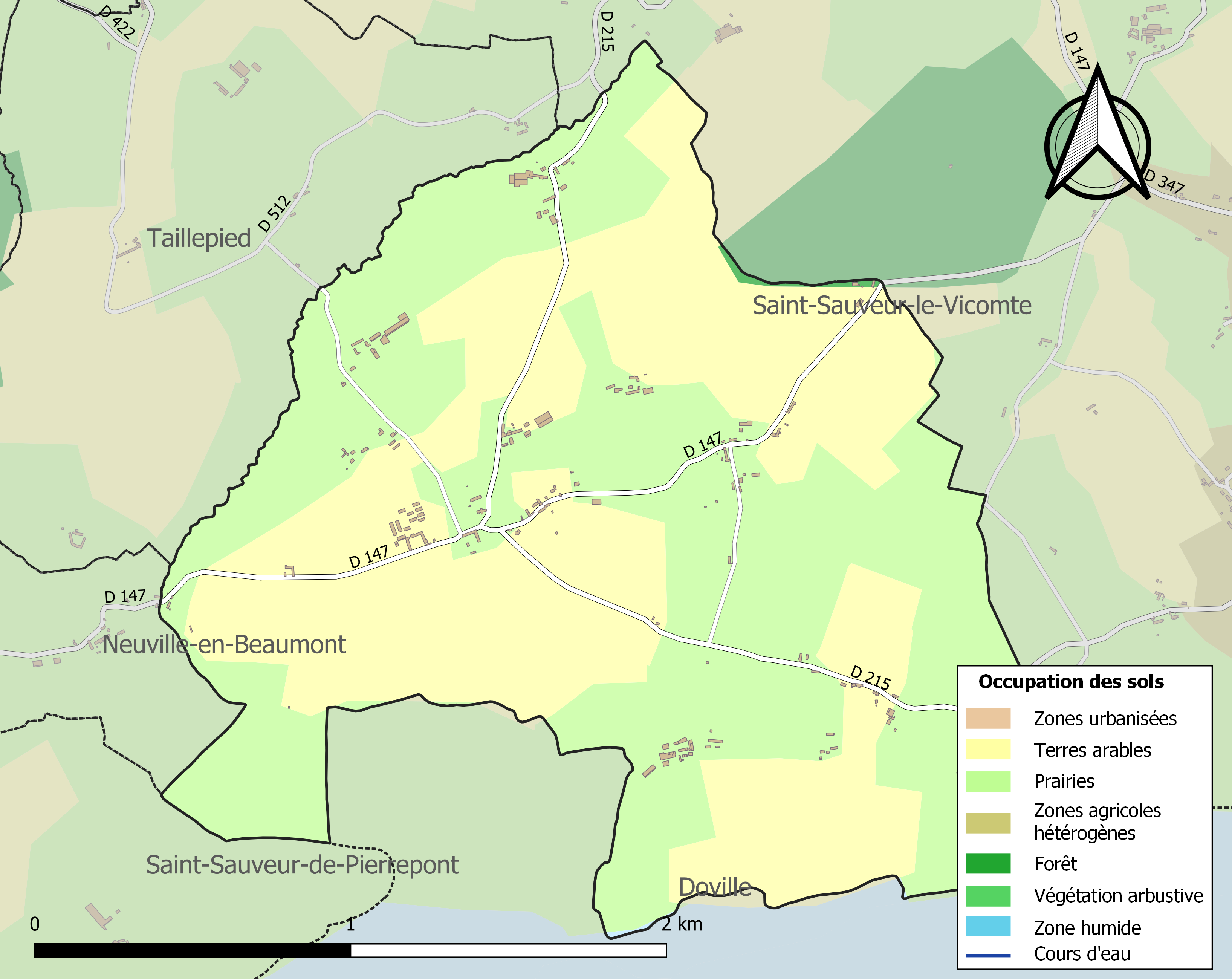
Carte des infrastructures et de l'occupation des sols de la commune en 2018 (CLC).

## Toponymie
Le nom de la localité est attesté sous la forme Catevilla vers 1095.
Il s'agit d'une formation toponymique médiévale en -ville au sens ancien de « domaine rural », dont le premier élément est un anthroponyme conformément au cas général.
Albert Dauzat y a vu le nom de personne germanique occidental Catto que l'on rencontre dans Chattonville (Eure-et-Loir) et Catonvielle (Gers) avec Catto au cas régime, alors que la majorité des auteurs plus contemporains proposent d'y reconnaître le nom de personne scandinave Kati,, comprendre vieux norrois Káti et vieux danois Kati.
Cette hypothèse repose en partie sur le grand nombre de Catteville que l'on rencontre à la fois dans le Cotentin et le pays de Caux cf. Catteville (Seine-Maritime, Crosville-sur-Scie, Catevillam vers 1020, Katheville 1266, Kateville 1270), qui sont les aires de diffusion maximale de la toponymie norroise, et sur son association avec des appellatifs d'origine scandinave comme Catelon (Eure, Catelont 1262 sur lundr « bosquet »), homonyme de Catelonde, lieu-dit à Versainville (Calvados, Cathelunde fin XIIe siècle), Catuit (Seine-Maritime, Sorquainville, Catuict 1243 sur Þveit « essart »), Catemare (Seine-Maritime, Catemara 1199 sur marr > mare) ou Cathehoulle (1490, hollr « élévation, colline »), hameau jouxtant Catteville (Crosville-sur-Scie), formé probablement sur le nom du même personnage.
Le gentilé est Cattevillais.

## Histoire
Charles-Claude de Bréauté (1665-1711), seigneur de Catteville, fut grand-bailli de Cotentin de 1692 à 1700 et maître de la Garde-robe du duc d'Orléans.

## Politique et administration
| Période                                  | Période      | Identité         | Étiquette | Qualité           |
| ---------------------------------------- | ------------ | ---------------- | --------- | ----------------- |
|                                          | 1975         | Eugène Langlois  |           |                   |
| 1975                                     | mars 2008    | Gérard Langlois  | SE        |                   |
| mars 2008                                | mars 2014    | Joseph Langlois  | SE        | Agriculteur       |
| mars 2014                                | juillet 2025 | Gilbert Villette | SE        | Retraité agricole |
| Les données manquantes sont à compléter. |              |                  |           |                   |

Le conseil municipal est composé de onze membres dont le maire et un adjoint.

## Démographie
L'évolution du nombre d'habitants est connue à travers les recensements de la population effectués dans la commune depuis 1793. Pour les communes de moins de 10 000 habitants, une enquête de recensement portant sur toute la population est réalisée tous les cinq ans, les populations de référence des années intermédiaires étant quant à elles estimées par interpolation ou extrapolation. Pour la commune, le premier recensement exhaustif entrant dans le cadre du nouveau dispositif a été réalisé en 2007.
En 2022, la commune comptait 103 habitants, en stagnation par rapport à 2016 (Manche : −0,31 %, France hors Mayotte : +2,11 %).
Catteville a compté jusqu'à 306 habitants en 1831.
| 1793 | 1800 | 1806 | 1821 | 1831 | 1836 | 1841 | 1846 | 1851 |
| ---- | ---- | ---- | ---- | ---- | ---- | ---- | ---- | ---- |
| 55   | 252  | 286  | 282  | 306  | 273  | 274  | 276  | 263  |

| 1856 | 1861 | 1866 | 1872 | 1876 | 1881 | 1886 | 1891 | 1896 |
| ---- | ---- | ---- | ---- | ---- | ---- | ---- | ---- | ---- |
| 225  | 208  | 183  | 206  | 203  | 225  | 213  | 216  | 201  |

| 1901 | 1906 | 1911 | 1921 | 1926 | 1931 | 1936 | 1946 | 1954 |
| ---- | ---- | ---- | ---- | ---- | ---- | ---- | ---- | ---- |
| 190  | 191  | 162  | 150  | 161  | 178  | 181  | 153  | 142  |

| 1962 | 1968 | 1975 | 1982 | 1990 | 1999 | 2006 | 2007 | 2012 |
| ---- | ---- | ---- | ---- | ---- | ---- | ---- | ---- | ---- |
| 126  | 106  | 101  | 112  | 106  | 105  | 117  | 119  | 106  |

| 2017 | 2022 | - | - | - | - | - | - | - |
| ---- | ---- | - | - | - | - | - | - | - |
| 99   | 103  | - | - | - | - | - | - | - |

## Culture locale et patrimoine

### Lieux et monuments
- Église Saint-Ouen des XIIIe, XVIIIe – XXe siècles, avec à l'intérieur un bas-relief de style très naïf le Christ enseignant du XIe ou antérieur[34], un maître-autel du XVIIIe, une chaire à prêcher du XVIIIe, les statues de saint Michel terrassant le dragon du XIXe, saint Ouen du XIXe, un tableau Dieu le Père et le Saint-Esprit et la Nativité du XIXe, une verrière du XXe de R. Desjardins et Mauméjean[24].
- Restes, très bouleversés à la suite de travaux de drainage, d'une motte castrale près de la Douve[35], non loin d'une chapelle avec cimetière abandonnés[36].
- Ancien presbytère et « Vieille » école du XVIIIe.
- Croix de cimetière du XVIIIe siècle.
- Domaine du Haule.

### Personnalités liées à la commune
- Auguste Cousin (1903-1982), homme politique né à Catteville, maire de Saint-Sauveur-le-Vicomte, sénateur de la Manche.